# Resolução 54 do Conselho de Segurança das Nações Unidas
Resolução 54 do Conselho de Segurança das Nações Unidas, aprovada em 15 de julho de 1948, determinou que a situação na Palestina constitui uma ameaça para a paz nos termos do Artigo 39 da Carta das Nações Unidas. A resolução ordenou que todos os governos e autoridades em causa a desistir de mais ações militares e emitir um cessar-fogo para suas forças militares e paramilitares para entrar em vigor por um tempo a ser determinado pelo mediador, nos próximos três dias. Além disso declarou que o não cumprimento destas ordens, demonstraria a existência de uma violação da paz nos termos do Artigo 39 da Carta que exigem uma atenção imediata por parte do Conselho.
A Resolução ordenou ainda que por uma questão de necessidade especial um cessar-fogo imediato e incondicional, na cidade de Jerusalém que acontecerá no dia seguinte. A resolução instruiu o mediador das Nações Unidas para continuar seus esforços para desmilitarizar a cidade de Jerusalém e assegurar o acesso seguro a ele, para examinar as supostas violações das tréguas anteriores estabelecidas pelo Conselho e, para o efeito solicitado ao Secretário-Geral prestar-lhe com o pessoal necessário, o financiamento e as instalações necessárias para realizar suas tarefas.
Foi aprovada com 7 votos a favor. A Síria votou contra a resolução, e outras 3 abstenções da Argentina, Ucrânia e a União Soviética.